# Государственная служба специальной связи и защиты информации Украины
Государственная служба специальной связи и защиты информации Украины (Госспецсвязи) (укр. Державна служба спеціального зв’язку та захисту інформації України; Держспецзв’язку) — государственный орган, обеспечивающий функционирование и развитие государственной системы правительственной связи, Национальной системы конфиденциальной связи, формирование и реализацию государственной политики в сферах криптографической и технической защиты информации, телекоммуникаций, использования радиочастотного ресурса Украины, почтовой связи специального назначения, правительственной фельдъегерской связи, а также других задач согласно закону. Государственная служба специальной связи и защиты информации Украины направляет свою деятельность на обеспечение национальной безопасности Украины от внешних и внутренних угроз и является составной частью сектора безопасности и обороны Украины.

## История
Госспецсвязи создана в 2006 году на базе ликвидированного Департамента специальных телекоммуникационных систем и защиты информации (ДСТСЗИ) Службы безопасности Украины.
Указом Президента Украины от 11 февраля 1998 года № 110 «О мерах по усовершенствованию криптографической защиты информации в телекоммуникационных и информационных системах» на Главное управление правительственной связи СБУ (ГУПС СБУ) было  возложено решение всего комплекса задач, связанных с созданием таких систем в государстве.
Указом Президента Украины  от 22 мая 1998 года № 505 на ГУПС СБУ была возложена задача по реализации государственной политики в данной сфере. С целью концентрации усилий в сфере защиты информации по решению Президента Украины на базе ГУПС СБУ с привлечением специалистов Главного управления технической защиты информации Госкомсекретов в августе 1998 года  был создан Департамент специальных телекоммуникационных систем и защиты информации Службы безопасности Украины (ДСТСЗИ СБУ), который стал в государстве главной структурой в вопросах криптографической и технической защиты информации.
Указом Президента Украины от 7 ноября 2005 года № 1556/2005 «О соблюдении прав человека при проведении оперативно-технических мероприятий» была определена необходимость создания  Государственной службы специальной связи и защиты информации Украины как центрального органа исполнительной власти со специальным статусом.
Верховная Рада Украины 23 февраля 2006 года  приняла Закон Украины «О Государственной службе специальной связи и защиты информации Украины».
В 2007 году в составе Государственного центра безопасности информационно-телекоммуникационных систем (ГЦБ ИТС) Госспецсвязи было создано подразделение CERT-UA (англ. Computer Emergency Response Team of Ukraine). Это команда реагирования на компьютерные чрезвычайные события Украины.
В 2011 году подразделения и личный состав Главного управления Государственной фельдъегерской службы (Госфельдслужбы) были включены в общую численность Госспецсвязи. Осенью 2011 года распоряжением Кабинета Министров №901-р от 14 сентября 2011 года Главное управление фельдъегерской службы было передано в сферу управления Администрации Госспецсвязи. 16 декабря 2011 года Указом Президента Украины Председателем Государственной службы специальной связи и защиты информации Украины назначен Геннадий Резников.
После вступления в силу Закона Украины «Об электронных коммуникациях» Госспецсвязи потеряла несвойственные ей полномочия. Новым центральным органом исполнительной власти, формирующим политику в сфере электронных коммуникаций и радиочастотного ресурса, станет Министерство цифровой трансформации.

## Администрация Госспецсвязи
Администрация Госспецсвязи является центральным органом исполнительной власти со специальным статусом, деятельность которого направляется и координируется Кабинетом Министров Украины и который обеспечивает формирование и реализацию государственной политики в сферах организации специальной связи, защиты информации, телекоммуникаций и использования радиочастотного ресурса Украины.
Постановлением Кабинета Министров Украины от 03.09.2014 №411 утверждено «Положение об Администрации Государственной службы специальной связи и защиты информации».
Администрация Госспецсвязи является правопреемником Государственной службы связи Украины и Государственной администрации связи Украины.

## Основные задачи
- Основными задачами Госспецсвязи являются: формирование и реализация государственной политики в сферах криптографической и технической защиты информации, телекоммуникаций, использования радиочастотного ресурса Украины, почтовой связи специального назначения,  правительственной фельдъегерской связи, защиты государственных информационных ресурсов и информации, требования к защите которой установлены законом, в информационных, телекоммуникационных и информационно-телекоммуникационных системах (далее —  информационно-телекоммуникационные системы) и на объектах информационной деятельности, а также в  сферах использования государственных информационных ресурсов в части защиты информации, противодействия техническим разведкам, функционирования, безопасности и развития государственной системы правительственной связи, Национальной системы конфиденциальной связи;  участие в формировании и реализации государственной политики в сфере электронного документооборота в части защиты информации государственных органов и органов местного самоуправления, а также разработки и внедрения электронной цифровой подписи, кроме вопросов правового регулирования ее использования, в государственных органах и органах местного самоуправления;  обеспечение в установленном порядке и в рамках своей компетенции деятельности субъектов,  непосредственно осуществляющих борьбу с терроризмом.

25 января 2022 председатель Государственной службы специальной связи и защиты информации Украины Юрий Щиголь анонсировал создание должности офицеров по киберзащите во всех органах государственной власти.

## Руководство Госспецсвязи
- Председатель Государственной службы специальной связи и защиты информации Украины — Юрий Мироненко

## Председатели
- 12 апреля 2006 — 27 декабря 2006 — Игорь Викторович Коновалов
- 27 декабря 2006 — 24 марта 2010 — Юрий Борисович Чеботаренко
- 24 марта 2010 — 16 декабря 2011 — Леонид Иванович Нетудыхата
- 16 декабря 2011 — 2 марта 2014 — Геннадий Анатольевич Резников[укр.]
- 23 марта 2014 — 1 июля 2015 — Владимир Павлович Зверев[укр.]
- 1 июля 2015 — 12 октября 2019 — Генерал-лейтенант Леонид Александрович Евдоченко[укр.][8][9]
- 16 октября 2019 — 8 июля 2020 — Полковник Валентин Владимирович Петров[укр.]

- 8 июля 2020 — 1 декабря 2023  — Полковник Юрий Фёдорович Щиголь[10]

- с 1 декабря 2023 — Юрий Мироненко[11]